# Аль-Кахф (крепость)
Аль-Кахф (араб. قلعة الكهف‎, Калаат Аль-Кахф — «Пещерный замок») — горная крепость, расположенная в 30 километрах к юго-востоку от Маргата, находится в горах Ансария, в регионе Тартус на северо-востоке Сирии.

## История
Крепость была построена в 1120-х годах по приказу Саида аль-Мулк ибн Амруна.  В 1132 году аль-Малику уже пришлось осаждать Пещерный замок, захваченный французами. Затем, в 1138 году, крепость была продана низаритам Ману ибн-Саидом, сыном основателя, ввиду разногласий с братьями. В 1162 году крепость Аль-Кахф перешла под управление Рашида ад-Дин Синана, лидера сирийских ассасинов. Под его контролем крепость значительно укрепилась и превратилась в стратегически важную для региона. В 1197 году, по пути из Акры в Антиохию, король Иерусалима Генрих II посетил крепость с целью заключения союза между низаритами, во главе с преемником Рашида ад-Дина, и своим государством.
В ходе экспансии мамлюков крепость Аль-Кахф оставалась последним оплотом низаритов, пока не была захвачена в 1273 году султаном Бейбарсом I. До XVI века, который охарактеризовался началом владычества Османов над Сирией, крепость использовалась как тюрьма. В 1816 году крепость была разрушена по приказу губернатора Триполи Мустафы Барбара.

## Описание
Крепость стоит на хребте, окружённом тремя ущельями. Единственный вход в замок проходил через северные ворота, выбитые в скале. Такой вход и дал крепости название «Пещерный замок». До наших дней вход в «пещеру» сохранился в заброшенном виде. Помимо этого входа, у крепости имеются западные и восточные ворота, последние до наших дней не сохранились. Западный участок свободен от построек, за исключением крепостных стен и бастиона. От внешнего кастрального холма местность поднимается к центральной цитадели и укреплениям. В северной части расположены жилые помещения, склады и водохранилище с семью цистернами, которые сохранились лучше остальной крепости. В водохранилище вода попадала из источника Айн-Азиза, по двухкилометровому акведуку, а также через осадки.
В 500 метрах к северо-востоку находится мавзолей. Высказывается точка зрения, согласно которой в мавзолее похоронен Рашид ад-Дин, лидер сирийских ассасинов, при котором автономия от центра в Аламуте достигла исторического максимума.